# Juvénal Habyarimana

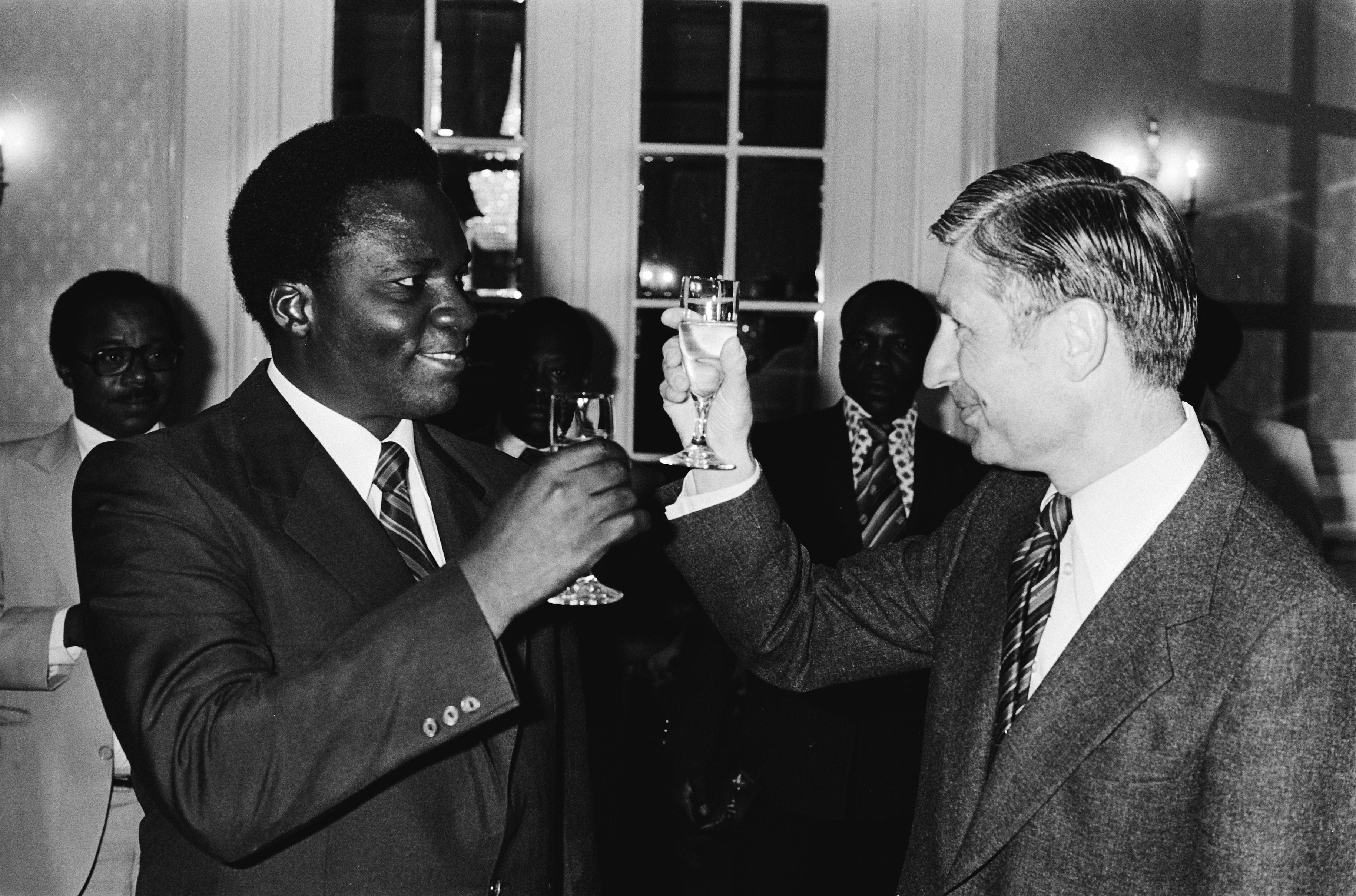
Habyarimana toost met Van Agt (1980)

Juvénal Habyarimana (Gasiza, 3 augustus 1936 – Kigali, 6 april 1994) was van 1973 tot 1994 president van Rwanda.

## Levensloop
Habyarimana behoorde tot de Hutu-bevolkingsgroep en studeerde aanvankelijk medicijnen. Hij brak zijn studie voortijdig af en bezocht een militaire academie in Congo-Kinshasa, het latere Zaïre. In 1960 keerde hij naar het Belgische mandaatgebied (Ruanda-Urundi) terug en maakte carrière binnen het Rwandese leger. Hij bereikte de rang van generaal-majoor. Op 1 juli 1962 werd Rwanda een onafhankelijke republiek.
In 1963 werd Habyarimana tot staf-chef van het Rwandese leger benoemd. Van 1965 tot 1973 was hij Minister van Defensie. In juli 1973 pleegde hij een staatsgreep en zette president Grégoire Kayibanda af. Tot augustus 1973 was Habyarimana voorzitter van het Comité voor Vrede en Nationale Eenheid. Later dat jaar werd hij president van Rwanda. Hij vormde een kabinet waarin ook een Tutsi zitting had.
In 1975 voerde Habyarimana een eenpartijstaat in met de MRND (Mouvement Révolutionnaire National pour le Développement) als enige toegestane partij. De MRND moest een volkspartij worden die alle etnische groepen in Rwanda vertegenwoordigde. De partij bleek echter vooral de Hutu's te vertegenwoordigen.
In 1931, twee jaar voordat de Joden in Duitsland werden gedwongen zich als zodanig kenbaar te maken, werd in Rwanda al verplicht gesteld om op de identiteitskaart te vermelden tot welke volksgroep men behoorde: Tutsi, Hutu of de inheemse Twa (Afrikaanse Pygmeeën). Critici verweten Habyarimana dat hij het koloniale systeem met de etnische identiteitskaarten intact hield, maar dan andersom: Hutu’s werden bevooroordeeld ten opzichte van Tutsi’s. Tutsi’s hadden beperkt toegang tot onderwijs en in 1976 werden gemengde huwelijken bij wet verboden. Daarnaast confisqueerde Habyarimana tal van Tutsi-bezittingen. Sommige Tutsi’s werden ‘overgeplaatst’ naar dichtbeboste provincies die moesten worden gecultiveerd. In de jaren zeventig vonden ook etnische moordpartijen plaats. Vergeleken met de jaren vijftig en zestig kon de Tutsi-minderheid zich echter tamelijk veilig voelen. Habyarimana begunstigde zelfs een kleine groep Tutsi’s, vooral zakenmannen.
In 1978, 1983 en 1988 en januari 1994 werd hij herkozen als president.
Onder Habyarimana was er in de jaren zeventig en tachtig een periode van relatieve rust in Rwanda. De president genoot steun van de Rooms-Katholieke Kerk, de Hutu's en van sommige Tutsi's. Habyarimana stond echter niet toe dat Tutsi-vluchtelingen en hun kinderen naar Rwanda terugkeerden.
Op economisch gebied voerde Habyarimana een beleid van "liberale planning" (Libéralisme planifié) dat het midden moest houden tussen economisch liberalisme en een socialistische planeconomie (een soort sociale markteconomie). De particuliere sector werd relatief vrijgelaten en buitenlandse investeringen werden aangemoedigd. Wel behield de overheid het recht om in te grijpen om kapitalistische excessen zoals zelfverrijking, uitbuiting en de ontwrichting van de traditionele (katholieke) moraal tegen te gaan. In de praktijk werd er echter niet ingegrepen. Via een zesjarig ontwikkelingsplan (1980-1986) streefde Habyarimana ernaar een begin te maken om het land zelfvoorzienend te maken op het gebied van voedselproductie en de levensstandaard te vergroten. Het beleid van liberale planning zorgde voor enige economische groei.
In 1990 leefden ongeveer één miljoen Rwandese Tutsi’s in ballingschap. Militante ballingen als Paul Kagame, de latere president van Rwanda, richtten een bevrijdingsbeweging op, het Rwandees Patriottisch Front (RPF). Zij stelden zich ten doel Habyarimana en diens Hutu-bewind omver te werpen en ervoor te zorgen dat Tutsi-bannelingen uit het buitenland konden terugkeren.
Op 1 oktober 1990 viel dit uit Tutsi-vluchtelingen en hun kinderen bestaande RPF (Frans: Front Patriotique Rwandais, FPR) vanuit Oeganda Rwanda binnen. Habyarimana verbleef op dat moment in New York, waar hij een Kindertop van de Verenigde Naties bijwoonde. Met hulp van Zaïrezen, Belgen en Fransen wist Habyarimana de situatie enigszins onder controle te houden.
In 1991 opende hij vredesbesprekingen met het FPR op last van de VN (de zogenoemde akkoorden van Arusha) en democratiseerde hij het land. Hij nam meerdere Tutsi's op in zijn regering en in 1992 voerde hij het meerpartijenstelsel in. De naam van de eenheidspartij MRND werd gewijzigd in Mouvement Révolutionnaire National pour la Démocratie et le Développement (MRNDD).
Op woensdagavond 6 april 1994 om 20:23 werd het vliegtuig van Habyarimana, met daarin ook zijn Burundese ambtgenoot Cyprien Ntaryamira, met twee SAM-16 luchtdoelraketten neergeschoten door onbekenden. Alle inzittenden kwamen hierbij om het leven. Zijn dood leidde tot een explosie van geweld tussen de Hutu's en de Tutsi's, bekend als de Rwandese Genocide. Zijn opvolgster en vicepresident Agathe Uwilingiyimana werd op 7 april om 11:45 door rebellen vermoord, ondanks beveiliging door tien Belgische en vijf Ghanese blauwhelmen.

### Weduwe
Zijn weduwe Agathe Habyarimana vluchtte na de dood van haar man naar Frankrijk, waar zij woonde in de Parijse voorstad Courcouronnes. Daar werd ze op 2 maart 2010 gearresteerd na een aanklacht van Rwanda. Ze zou een van de architecten zijn geweest van de genocide en ze zou achter de aanslag op haar echtgenoot zitten. De arrestatie volgde op een bezoek van president Nicolas Sarkozy aan Rwanda.
Agathe stamt uit een machtig Hutu-geslacht. Ze heeft de naam radicaal te zijn in het stammenconflict dat Rwanda al een eeuw beheerst. Ze zou er een eigen militie op na houden, de "clan de madame".
Dominique Mbonyumutwa (voorlopig) · Grégoire Kayibanda · Juvénal Habyarimana · Théodore Sindikubwabo (interim) · Pasteur Bizimungu · Paul Kagame